# ナンダカベロニカ
『ナンダカベロニカ』は、2014年3月10日より3月21日までNHK Eテレにて放送されていた日本のテレビアニメ作品（同年4月26日・27日にも再放送）。全10話。

## ストーリー
メトロトピア星に本社を置く宇宙No.1の通信企業「ギャラクシー・ネットワーク」の社長令嬢・ベロニカは通信エリア拡大の為にお付きのロボット・モーガンとともに宇宙の辺境地・地球にやってきた。彼女は地球上に巨大なパラボラアンテナを建て、あとは「地球の持ち主」と契約を済ませて帰るだけ…だったが肝心の持ち主はわからずじまい。そこでモーガンの指示で「口にレーダーをくわえてぶつかった相手こそ地球の持ち主」と教えてもらったベロニカはこんぺいという少年と知り合う。

## 登場キャラクター

### メトロトピア人
ベロニカ
声 - キンタロー。
主人公で「ギャラクシー・ネットワーク」の社長の娘。わがままで超が付くほどの合理主義者。驚いたりすると「ギョエックス!!」と言う。地球や地球人のありとあらゆるものを「ムダ!」とバッサリ斬り捨てるが、地球人と知り合っていくうちに「それぞれに、それなりに必要性があるから存在している」ことを知っていく。
声を演じるキンタロー。はアニメ・ドラマ通じて初の主演作となった。
モーガン
声 - 池田勝
ベロニカのサポートロボット。語尾に「～でなす」「～ございもす」などをつける。「地球の持ち主」を探す方法を入手しようとした際、ポックルが用意した少女漫画の「パンをくわえた少女が路地角で少年とぶつかる」シーンを「持ち主を探す方法」だと誤ってベロニカに教え、こんぺいらと出会うきっかけを作った。
「恋はムダ」だとベロニカが言い放つ中、電気店のお掃除ロボットが好きになってしまい、仕事がおろそかになった彼は買い替えを検討されてしまう。
ポックル
声 - 佐藤奏美
モーガンの手下。数匹おり､「ポ」としかしゃべらない。
パパ・プレジデント
声 - 佐藤貴史
ベロニカの父で「ギャラクシー・ネットワーク」社長。娘同様に超合理主義者｡「ベクター」というサポートロボットがいる。
ママ・セレブビューティー
声 - 井上喜久子
ベロニカの母で「ギャラクシー・ネットワーク」のオーナー。
恋こそ「ムダ」と考える典型的メトロトピア人（これは娘も同様）で、パパとはマザーコンピューターの診断結果に従って結婚している。

### 地球人
こんぺい
声 - 石川静
地球人の少年。通信エリアを拡大するにあたって契約すべき「地球の持ち主」を探す方法を使って、ベロニカが初めて接触した（ぶつかった）地球人。
なお契約方法は契約者、つまりベロニカとの「キス」であったため「恥ずかしい」とこれを拒否。結局ベロニカは契約が完了するまで地球に居座ることにした。
家は「星野製作所」という小さな工場を営む。
ケイコ
声 - 平賀さち枝
こんぺいの友達。常にクールで、ギターの弾き語りが得意。こんぺいの家の隣に住んでいる。
もえ
声 - 田村奈央
同上。白ネコの「もち」といつも一緒にいる。
ケンミン
声 - 斉藤貴美子
同上。食いしん坊で太っている。スイカを最後までムダなく甘く食べる方法を教える。
みらい
声 - 佐藤奏美
同上。イケメンに弱く、転校してきたツトムに惚れてしまう。
カイ
声 - 村瀬歩
同上。いたずら好き。
こんぺいのママ
声 - 伊藤美紀
ほへと亭のおやじ
声 - 後藤ヒロキ
こんぺいがよく通う精肉店の店主。ここのコロッケは絶品で、ベロニカやパパ・プレジデントにとっても大好物となった。ポパイに似ている。
ケイコのママ
声 - エナポゥ
ケイコの母親で、スナックを営んでいる。

### その他
ツトム
声 - 梶裕貴
ベロニカを「地球にとっての脅威」として追い返そうとする謎の人物で、語尾によく「ですメタル」とつける。持っている機械から洗脳光線を発射し、一時的にその人物を操ることができる。
その後、こんぺいたちの学校に転校してくる。
スペース・トラッカー
声 - 後藤ヒロキ
宇宙の宅配業者で、三つ目の宇宙人。妻と1人の子供がいる。

## スタッフ
- 監督・キャラクター原案 - 加藤道哉
- 総作画監督・キャラクターデザイン - 竹内進二
- 美術監督 - 中村隆
- CGディレクター - 設楽友久
- 色彩設定 - 古河寿子
- タイトルデザイン - 野澤享子
- プロップデザイン - 飯田甘奈
- 音響監督・録音 - はたしょう二
- 音楽 - 上野耕路
- プロデューサー - 藤田裕介
- アニメーションプロデューサー - 吉野智美
- 制作統括 - 柏木敦子、土橋圭介
- アニメーション制作 - サイクロングラフィックス
- 制作 - NHKエンタープライズ
- 製作著作 - NHK

## 主題歌
オープニングテーマ「ナンダカベロニカ」
作詞 - ベロニカ / 作曲・編曲 - 上野耕路 / 歌 - 真依子、ひばり児童合唱団
エンディングテーマ「スペース・ベロニビクス」
作詞 - 真依子、玉手ゆみ子 / 作曲・編曲 - 上野耕路 / 歌 - 真依子 / 振付 - 振付稼業air:man

## 放送局
| 放送対象地域 | 放送局    | 放送期間                | 放送日時                  |
| ------------ | --------- | ----------------------- | ------------------------- |
| 日本全域     | NHK Eテレ | 2014年3月10日 - 3月21日 | 月曜 - 金曜 18:10 - 18:20 |

## 各話リスト
| 話数   | サブタイトル           | 脚本         | 絵コンテ | 演出     | 作画監督   | 放送日         |
| ------ | ---------------------- | ------------ | -------- | -------- | ---------- | -------------- |
| 第1話  | ワタシハ・ベロニカ     | ふじきみつ彦 | 加藤道哉 | 秦義人   | 竹内進二   | 2014年 3月10日 |
| 第2話  | ケイヤク・シマショ     | 田辺茂範     | 井上正樹 | 井上正樹 | 黒崎知栄実 | 3月11日        |
| 第3話  | コロッケ・タベタカナ?  | 黒住光       | 加藤道哉 | 秦義人   | 黒崎知栄実 | 3月12日        |
| 第4話  | モッタイ・ナイ         | ふじきみつ彦 | 飯田甘奈 | 秦義人   | 黒崎知栄実 | 3月13日        |
| 第5話  | ウチュウヘ・カエレ     | 黒住光       | 安藤裕章 | 加藤道哉 | 黒崎知栄実 | 3月14日        |
| 第6話  | スキスキ・ダイスキ     | ふじきみつ彦 | 湖山禎崇 | 秦義人   | 黒崎知栄実 | 3月17日        |
| 第7話  | ウタッテ・ベロニカ     | 黒住光       | 加藤道哉 | 加藤道哉 | 浅野直之   | 3月18日        |
| 第8話  | ザ・エビフライ         | 田辺茂範     | 加藤道哉 | 吉野智美 | 小西賢一   | 3月19日        |
| 第9話  | チイサナ・トモダチ     | 黒住光       | 安藤裕章 | 秦義人   | 黒崎知栄実 | 3月20日        |
| 第10話 | チキュウヨ・サヨウナラ | ふじきみつ彦 | 加藤道哉 | 秦義人   | 黒崎知栄実 | 3月21日        |